# Patinatge de velocitat als Jocs Olímpics d'hivern de 1936 - 10.000 metres masculins
Als Jocs Olímpics d'Hivern de 1936 celebrats a la ciutat de Garmisch-Partenkirchen (Alemanya) es realitzà una prova de patinatge de velocitat sobre gel en una distància de 10.000 metres que formà part del programa oficial de patinatge de velocitat als Jocs Olímpics d'hivern de 1936. La prova es disputà el dia 14 de febrer de 1936 a l'Olympia Skistadion.

## Comitès participants
Hi participaren un total de 30 patinadors de 14 comitès nacionals diferents:
| - Alemanya (2) - Àustria (4) - Bèlgica (1) - Canadà (1) - Estats Units (2) - Estònia (1) - Finlàndia (3) |  | - Hongria (1) - Japó (3) - Letònia (2) - Països Baixos (4) - Noruega (4) - Polònia (1) - Suècia (1) |

## Resum de medalles
| Or              | Argent          | Bronze     |
| Ivar Ballangrud | Birger Wasenius | Max Stiepl |

## Resultats
| Posició | Patinador           | Temps   |
| ------- | ------------------- | ------- |
| 1       | Ivar Ballangrud     | 17:24.3 |
| 2       | Birger Wasenius     | 17:28.2 |
| 3       | Max Stiepl          | 17:30.0 |
| 4       | Charles Mathiesen   | 17:41.2 |
| 5       | Ossi Blomqvist      | 17:42.4 |
| 6       | Jan Langedijk       | 17:43.7 |
| 7       | Antero Ojala        | 17:46.6 |
| 8       | Eddie Schroeder     | 17:52.0 |
| 9       | Janusz Kalbarczyk   | 17:54.0 |
| 10      | Michael Staksrud    | 17:56.7 |
| 11      | Karl Wazulek        | 17:57.1 |
| 12      | Willy Sandner       | 18:02.0 |
| 13      | Seien Kin           | 18:02.7 |
| 14      | László Hidvéghy     | 18:04.0 |
| 15      | Heinz Sames         | 18:04.3 |
| 16      | Dolf van der Scheer | 18:04.9 |
| 17      | Roelof Koops        | 18:11.5 |
| 18      | Edward Wangberg     | 18:15.8 |
| 19      | Alfons Bērziņš      | 18:22.5 |
| 20      | Lou Dijkstra        | 18:23.6 |
| 21      | Thomas White        | 18:25.3 |
| 22      | Axel Johansson      | 18:38.2 |
| 23      | Arvīds Lejnieks     | 18:41.2 |
| 24      | Wilhelm Löwinger    | 18:46.5 |
| 25      | Seitoku Ri          | 18:50.3 |
| 26      | Yushoku Cho         | 19:00.1 |
| 27      | Franz Ortner        | 19:19.1 |
| 28      | Charles De Ligne    | 23:32.9 |
| –       | Robert Petersen     | NF      |
| –       | Aleksander Mitt     | NF      |

tant Charles Mathiesen com Max Stiepl batiren els rècords olímpics en les seves sèries, fixant-se finalment en els 17:24.3 que marcà Ivar Ballangrud.